# 塩街道

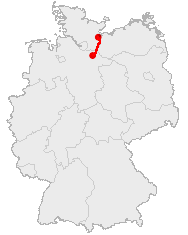
昔の塩街道ルートマップ

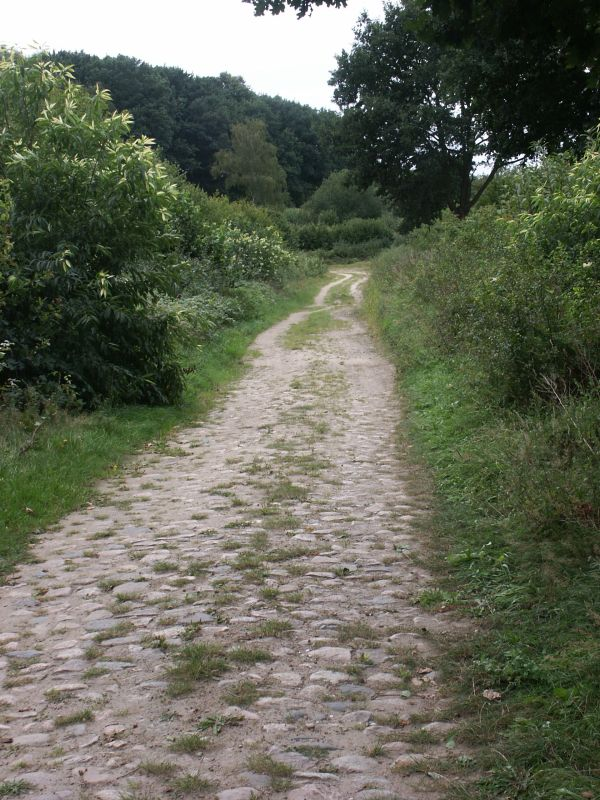
石が敷かれた昔の塩街道

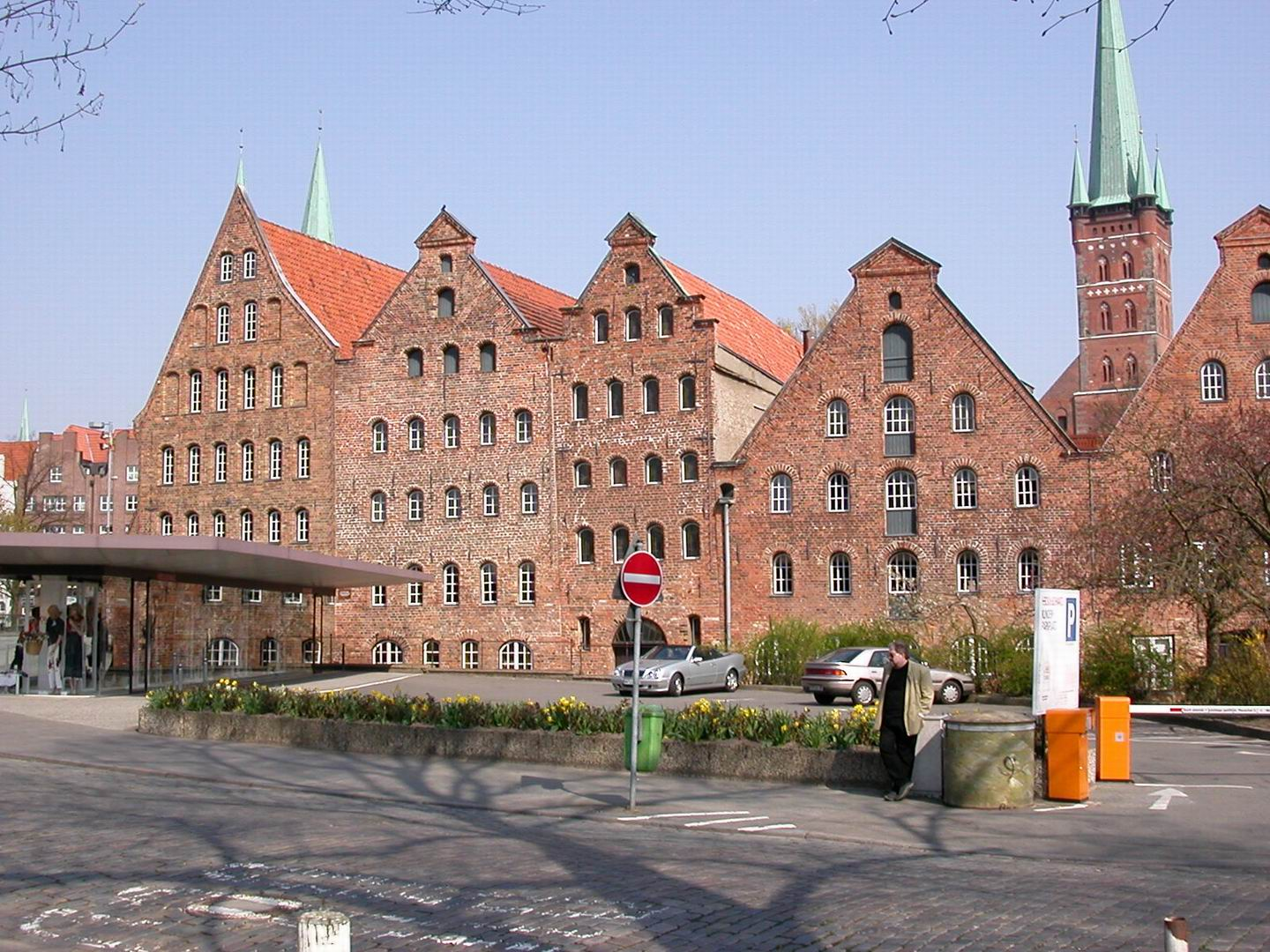
リューベックの古い塩倉庫

塩街道（Alte Salzstraße）は、ドイツ観光街道の一つで、リューネブルクとリューベックを結ぶ昔の商業路である。ドイツ語の直訳では「昔の塩街道」である。

## 概要
ハンザ同盟の時代、リューネブルクの岩塩はその大半が北海の水産加工業で、ニシンの塩漬けの材料として北方ドイツに輸出されていた。その主要積出港がリューベックで、この町がハンザ同盟の首都にして、バルト海沿岸の最も重要な商業港でもあった。今日でも当時使われていた塩倉庫が残されているが、そこに積み出しまで塩は保管されたのである。この塩街道が、その塩の輸送のために使われたルートである。1396年シュテックニッツ運河の開通で、輸送は荷車から、イルメナウ川、エルベ川、そしてこの運河を通って、トラベ川という水路が使用されるようになった。
今日では、塩街道というと、リューネブルクとラウエンブルク / Elbeとの間の国道209号とリューベックからラッツェンブルク湖を経て、フレデブルク、メルンというラウエンブルク方向のルートにほぼ相当する。塩街道は、自然公園ラウエンブルク湖エリアの中を横切って通っている。